# 鳤
鳤為輻鰭魚綱鯉形目鯝科的其中一種，分布於亞洲韓國、中國至俄羅斯阿穆爾河流域，本魚體狹長，側扁，頭小呈錐形，口小端位，上頷稍長於下頷，無觸鬚，鱗片小，腹鰭基部腋鱗發達，側線完全，側線鱗28-30枚，下咽齒3行，背鰭短，背鰭軟條10枚，臀鰭軟條6枚，尾鰭叉形，第1鰓弓外側鰓耙28-30枚，體為銀白色，體被小圓鱗，體長可達40公分，棲息在河川上層水域，屬肉食性，以其他魚類為食，可做為食用魚。

## 扩展阅读
維基物種上的相關：鳤